# Monterrey Open 2022
Giải quần vợt Monterrey Mở rộng 2022 (còn được biết đến với Abierto GNP Seguros vì lý do tài trợ) là một giải quần vợt nữ thi đấu trên mặt sân cứng ngoài trời. Đây là lần thứ 14 Giải quần vợt Monterrey Mở rộng được tổ chức và là một phần của WTA 250 trong WTA Tour 2022. Giải đấu diễn ra tại Club Sonoma ở Monterrey, Mexico, từ ngày 26 tháng 2 đến ngày 6 tháng 3 năm 2022. Trong giải đấu, WTA và các cơ quan quản lý quần vợt quốc tế khác bao gồm ATP không cho phép các tay vợt của Nga và Belarus thi đấu dưới lá cờ của quốc gia do cuộc tấn công của Nga vào Ukraina.

## Điểm và tiền thưởng

### Phân phối điểm
| Sự kiện | VĐ  | CK  | BK  | TK | Vòng 1/16 | Vòng 1/32 | Q  | Q2 | Q1 |
| Đơn     | 280 | 180 | 110 | 60 | 30        | 1         | 18 | 12 | 1  |
| Đôi     | 280 | 180 | 110 | 60 | 1         | —         | —  | —  | —  |

### Tiền thưởng
| Sự kiện | VĐ      | CK      | BK      | TK     | Vòng 1/16 | Vòng 1/32 | Q2     | Q1     |
| Đơn     | $29,200 | $16,398 | $10,100 | $5,800 | $3,675    | $2,675    | $1,950 | $1,270 |
| Đôi*    | $10,300 | $6,000  | $3,800  | $2,300 | $1,750    | —         | —      | —      |

*mỗi đội

## Nội dung đơn

### Hạt giống
| Quốc gia | Tay vợt             | Xếp hạng1 | Hạt giống |
| -------- | ------------------- | --------- | --------- |
| UKR      | Elina Svitolina     | 15        | 1         |
| CAN      | Leylah Fernandez    | 19        | 2         |
| USA      | Madison Keys        | 29        | 3         |
| ESP      | Sara Sorribes Tormo | 32        | 4         |
| COL      | Camila Osorio       | 45        | 5         |
| ESP      | Nuria Párrizas Díaz | 47        | 6         |
| USA      | Sloane Stephens     | 57        | 7         |
| USA      | Ann Li              | 58        | 8         |

- 1 Bảng xếp hạng vào ngày 21 tháng 2 năm 2022.[3][4]

### Vận động viên khác
Đặc cách: 
- Emma Navarro
- Marcela Zacarías
- Renata Zarazúa

Miễn đặc biệt:
- Wang Qiang

Vượt qua vòng loại:
- Sara Errani
- Dalma Gálfi
- Jule Niemeier
- Diane Parry
- Harmony Tan
- Viktoriya Tomova

Thua cuộc may mắn:
- Lucia Bronzetti
- Seone Mendez

### Rút lui
Trước giải đấu
- Anhelina Kalinina → thay thế bởi  Wang Xinyu
- Anna Kalinskaya → thay thế bởi  Lucia Bronzetti
- Magda Linette → thay thế bởi  Magdalena Fręch
- Anastasia Pavlyuchenkova → thay thế bởi  Panna Udvardy
- Rebecca Peterson → thay thế bởi  Heather Watson
- Yulia Putintseva → thay thế bởi  Marie Bouzková
- Emma Raducanu → thay thế bởi  Kamilla Rakhimova
- Sloane Stephens → thay thế bởi  Seone Mendez
- Ajla Tomljanović → thay thế bởi  Anna Karolína Schmiedlová

## Nội dung đôi

### Hạt giống
| Quốc gia | Tay vợt            | Quốc gia | Tay vợt           | Xếp hạng1 | Hạt giống |
| -------- | ------------------ | -------- | ----------------- | --------- | --------- |
| FRA      | Elixane Lechemia   | USA      | Ingrid Neel       | 146       | 1         |
|          | Anastasia Potapova |          | Kamilla Rakhimova | 161       | 2         |
| JPN      | Nao Hibino         | JPN      | Miyu Kato         | 172       | 3         |
| USA      | Kaitlyn Christian  |          | Lidziya Marozava  | 183       | 4         |

- Bảng xếp hạng vào ngày 21 tháng 2 năm 2022.

### Vận động viên khác
Đặc cách:
- Fernanda Contreras /  Marcela Zacarías
- Bianca Fernandez /  Leylah Fernandez

### Rút lui
Trước giải đấu
- Rebecca Peterson /  Anastasia Potapova → thay thế bởi  Anastasia Potapova /  Kamilla Rakhimova
- Daria Saville /  Storm Sanders → thay thế bởi  Emina Bektas /  Tara Moore
- Xu Yifan /  Yang Zhaoxuan → thay thế bởi  Mayar Sherif /  Heather Watson

## Nhà vô địch

### Đơn
- Leylah Fernandez đánh bại  Camila Osorio, 6–7(5–7), 6–4, 7–6(7–3)

### Đôi
- Catherine Harrison /  Sabrina Santamaria đánh bại  Han Xinyun /  Yana Sizikova, 1–6, 7–5, [10–6]